# Agnieszka Sitek

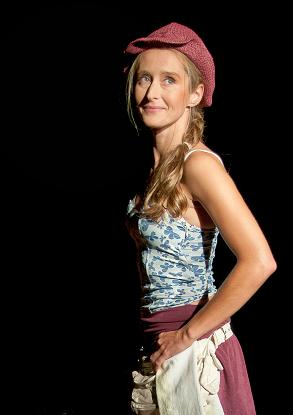
Agnieszka Sitek im Jahr 2011

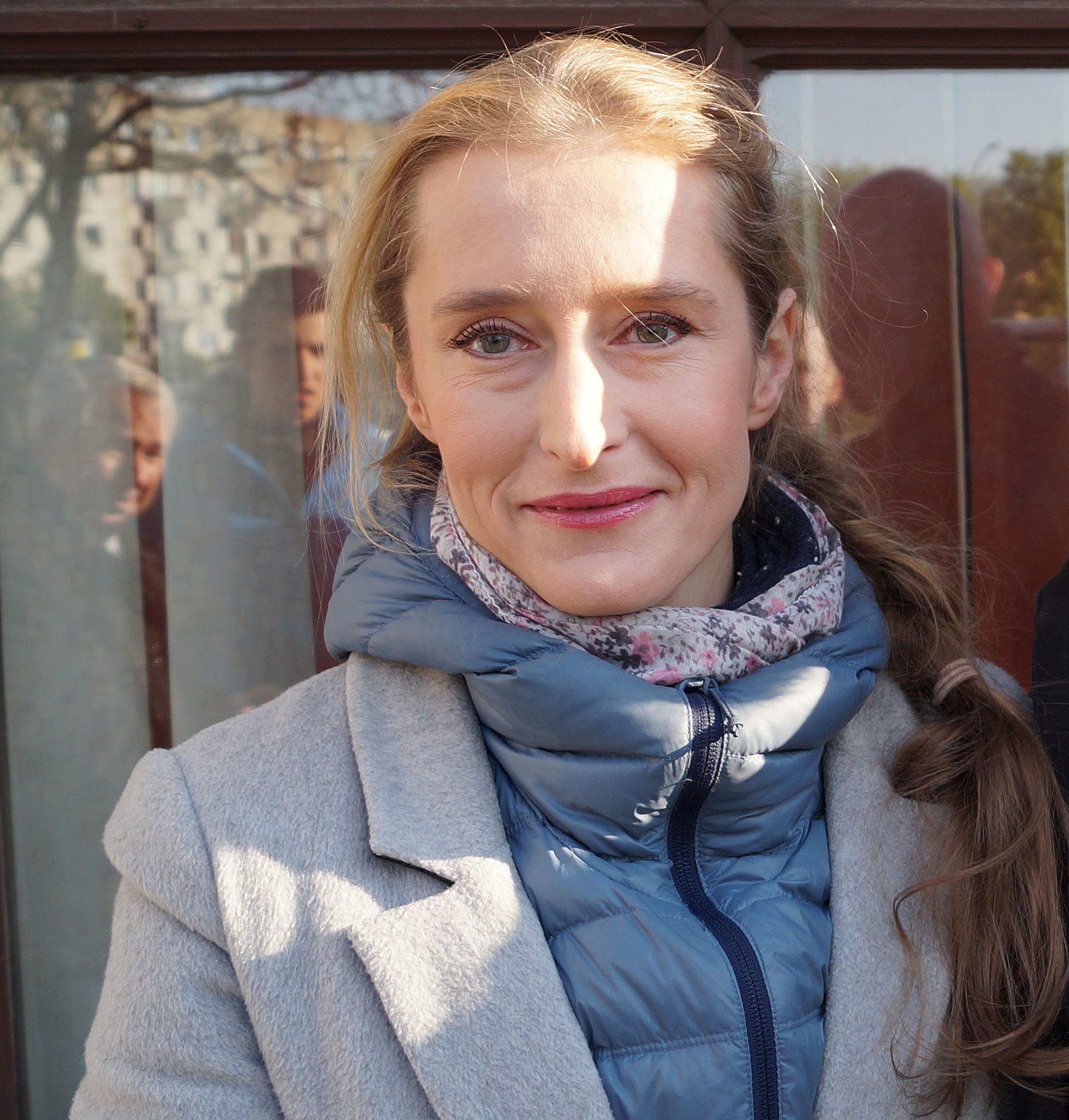
Die Schauspielerin im Jahr 2017

Agnieszka Sitek (* 8. Juli 1973 in Łódź, Polen) ist eine polnische Schauspielerin.

## Leben
Agnieszka Sitek wurde 1973 im polnischen Łódź geboren. Sie absolvierte ihre Schauspielausbildung an der Aleksander-Zelwerowicz-Theaterakademie Warschau und schloss ihr Studium 1996 erfolgreich ab. Sie spielte anschließend in der Fernsehserie Złotopolscy, was ihr in Polen eine große Bekanntheit einbrachte, stieg im Jahr 2000 dann aber aus. In dem tschechischen Film Der Bastard muss sterben (Originaltitel Je třeba zabít Sekala) aus dem Jahr 1998 hatte sie bislang ihren größten Erfolg als Filmschauspielerin und wurde für diese Rolle im darauffolgenden Jahr mit dem Český lev („Böhmischer Löwe“) als Beste Nebendarstellerin ausgezeichnet. Für die gleiche Rolle erhielt sie auch eine Nominierung beim Polnischen Filmpreis als Beste Hauptdarstellerin. 2002 spielte sie in dem Film Chopin – Sehnsucht nach Liebe (Chopin. Pragnienie miłości) Chopins Mutter.
In den 2000er Jahren verschwand Agnieszka Sitek knapp ein Jahrzehnt lang von der Kinoleinwand und den Fernsehbildschirmen und wandte sich vermehrt dem Theater zu. Sie spielte in der Zeit am Warschauer Teatr Ochoty. In einem Interview sagte sie, dass sie sich hier am meisten entwickelt habe, Zufriedenheit erlangte und dadurch die Theaterwelt den Fernseh- und Filmproduktionen vorziehen würde. 2009 gründete sie mit anderen Schauspielern des Teatr Ochoty den Verein teatr tm, nachdem der langjährige Intendant des Theaters, Tomasz Mędrzak, Ende 2008 keinen neuen Vertrag mehr bekam. Aus Solidarität zu Mędrzak beendeten viele Schauspieler des Ensembles ihre Zusammenarbeit mit den Teatr Ochoty. Ziel von teatr tm ist, das Theaterschauspiel in seiner Gesamtheit zu fördern. Sitek lebe für das Theater, ihre Popularität und das Showbusiness seien ihr nicht wichtig.

## Filmografie
- 1997–2000: Zlotopolscy (Fernsehserie, 168 Folgen)
- 1997–2001: Teatr Telewizji (Fernsehserie, 8 Folgen)
- 1997: Sztos
- 1997: Dom (Fernsehserie, 2 Folgen)
- 1998: Slawa i chwala (Miniserie, 1 Folge)
- 1998: Der Bastard muss sterben (Je třeba zabít Sekala)
- 1999: Wrota Europy
- 2002: Chopin – Sehnsucht nach Liebe (Chopin. Pragnienie miłości)
- 2002: Wiedzmin (Miniserie, 1 Folge)
- 2013: Prawo Agaty (Fernsehserie, 1 Folge)
- 2015: Na dobre i na zle (Fernsehserie, 1 Folge)

## Auszeichnungen
- 1999: Český lev – Beste Nebendarstellerin (in dem Film Je treba zabít Sekala)[5]